# Reinholt van Brederode
Reinholt van Brederode till Wesenberg, född 1567 och död 1633, var en nederländsk diplomat och svensk friherre.
van Brederode intog både genom sin börd och sitt giftermål med Johan van Oldenbarnevelts dotter en framskjuten plats i Nederländerna. 1615 var han chef för den beskickning, som skulle medla mellan Ryssland och Sverige, och blev till belöning för sina tjänster 1616 svensk friherre och erhöll 1617 Wesenberg som friherreskap, som 1631 ytterligare förbättrades. Flera holländska kolonister flyttade hit, men planer på en holländsk konlonisation i stor skala kom aldrig till stånd. Efter svärfaders fall 1619 spelade van Brederode ingen större politisk roll.